# Vila Antonína Hořovského
Vila Antonína Hořovského je rodinný dům v Praze 4-Hodkovičkách, který stojí na svažité parcele v ulici Na Lysinách. Od 19. ledna 1993 je chráněna jako nemovitá kulturní památka České republiky.

## Historie
Rondokubistickou vilu z roku 1921 projektoval architekt Pavel Janák ve spolupráci s malířem Františkem Kyselou, autorem vnitřní i vnější výzdoby. Postavil ji pro obchodníka s oděvy pro pány a hochy ve Spálené ulici a ředitele Žlutých lázní Antonína Hořovského. V roce 1940 stavitel Louda vybudoval na pozemku na místě staršího objektu samostatně stojící domek správce s rondokubistickými prvky (č.p. 271). V lednu 2005 byla zrušena ochrana zahradního domku a pozemku parc. č. 850/4.

## Popis
Vila má na jihozápadní straně půlkruhovou apsidu zakončenou balkonem s balustrádou, nad kterou se nachází mozaika. Jihozápadní nároží domu je proskleno velkými okny s obloukem umístěnými mezi polosloupy. Fasáda obrácená do ulice nese letopočet doby výstavby 1921.
Zahradu architektonicky rozčleňují opěrné zídky, schodiště a balustrády, neomítaná trojgaráž a také zahradní domek se skleníkem.
Stavbu charakterizuje výrazná barevnost interiéru, dekorativní výmalba stěn ve vstupní hale, schodiště s vyřezávaný stropem a vitráže v oknech. Původní nábytek navržený architektem Janákem se nedochoval a je znám pouze z dobových fotografií.

### Mozaika
Mozaika s motivem „Pár v kroji na koních“ byla při výstavbě instalována na štítu ve výšce přibližně 9 metrů nad zemí. Její rozměry jsou: výška 0,8 metru a šířka 1,5 metru. V bezprostřední blízkosti mozaiky je fasáda silně poškozena, vykazuje praskliny a výraznou ztrátu stavebního materiálu.